# Тревизиоль, Марио
Ма́рио Треви́зиоль (нем. Mario Trevisiol; род. 2003, Констанц) — немецкий кёрлингист.
В составе мужской сборной Германии участник чемпионатов Европы и мира, чемпион Европы (2024). В составе юниорской мужской сборной Германии участник юниорских чемпионатов мира (серебряные призёры в 2023).
В «классическом» кёрлинге (команда из четырёх человек одного пола) играет в основном на позиции первого.

## Достижения
- Чемпионат Европы по кёрлингу: золото (2024).
- Чемпионат мира по кёрлингу среди юниоров: серебро (2023).

## Команды
| Сезон   | Четвёртый       | Третий            | Второй            | Первый           | Запасной         | Тренер        | Турниры                     |
| ------- | --------------- | ----------------- | ----------------- | ---------------- | ---------------- | ------------- | --------------------------- |
| 2022—23 | Беньямин Капп   | Феликс Мессенцель | Йоханнес Шойерль  | Марио Тревизиоль | Adrian Enders    | Анди Капп     | ЧМЮ 2023                    |
| 2023—24 | Беньямин Капп   | Феликс Мессенцель | Йоханнес Шойерль  | Марио Тревизиоль | Adrian Enders    | Анди Капп     | ЧМЮ 2024 (5 место)          |
| 2023—24 | Марк Мускатевиц | Беньямин Капп     | Феликс Мессенцель | Йоханнес Шойерль | Марио Тревизиоль | Райан Шеррард | ЧМ 2024 (5 место)           |
| 2024—25 | Марк Мускатевиц | Беньямин Капп     | Феликс Мессенцель | Йоханнес Шойерль | Марио Тревизиоль | Райан Шеррард | ЧЕ 2024 · ЧМ 2025 (8 место) |

(скипы выделены полужирным шрифтом)